# هيو كندي
هيو كندي (بالإنجليزية: Hugh N. Kennedy)‏ (مواليد 1947 م) هو مستشرق ومؤرخ بريطاني، ويعمل في مدرسة الدراسات الشرقية اللندية.
من آثاره: «الفتوح العربية الكبرى» - ترجمه عن الإنكليزية قاسم عبده قاسم (المركز القومي للترجمة - القاهرة).